# 張伯英 (1871年)
張伯英（1871年—1949年），原名啟讓，一名白英，字勺圃，號雲龍山民，室名小來禽館，江蘇徐州人，中国官员、书法家。以行書见长，与王书衡、傅增湘、华世奎、郑孝胥齐名。

## 生平
張伯英出生于徐州三堡榆庄，父張仁廣为通判。師從徐葵南、冯煦，与葵南子徐树铮为同窗。光绪戊子年（1888年），十八歲參加金陵鄉試，與其叔張從仁同科中舉，传为佳话。為家計，开馆授徒。1926年任《黑龍江通志》總纂。